# The Son of Neptune
The Son of Neptune (Brasil: O Filho de Netuno / Portugal: O Filho de Neptuno) é um romance de fantasia inspirado na mitologia greco-romana escrito por Rick Riordan. É o segundo livro da série Os Heróis do Olimpo, que sucede a série Percy Jackson & the Olympians. Foi lançado nos Estados Unidos em 4 de outubro de 2011, no Brasil em 7 de maio de 2012 e em Portugal em 12 de novembro de 2014.
A história segue as aventuras de Percy Jackson, um filho semideus de Poseidon, que sem memória, encontra um acampamento de semideuses romanos e vai para o Alasca com seus novos amigos Hazel Levesque e Frank Zhang para libertar o deus grego da morte, Tânatos, e ajudar a salvar o mundo de Gaia, a deusa primordial da terra.
O livro recebeu elogios na maior parte crítica, ganhando o Prêmio Goodreads Choice em 2011, além de aparecer em várias listas de best-sellers. Neste livro, Riordan continua usando a narração em terceira pessoa, onde os capítulos são contados do ponto de vista de um dos personagens principais, alternando entre Percy, Frank e Hazel.
O livro foi publicado originalmente pela Disney Hyperion, com a capa sendo projetada pelo ilustrador John Rocco. Depois de uma impressão inicial de três milhões de cópias, o livro lançado em paperback, bem como em áudio e e-book, sendo traduzido para 37 idiomas. A versão brasileira ficou ao encargo da editora Intrínseca, enquanto a portuguesa da editora Planeta.

## Desenvolvimento e promoção
Em uma entrevista da Scholastic com Rick Riordan para The Lost Hero, Riordan foi questionado sobre o paradeiro de Percy Jackson. O autor deu a entender que a resposta seria revelada durante o progresso da missão de Jason. Quando o acabassem, ele disse que os leitores teriam uma boa ideia do que aconteceria no segundo livro. Em 26 de maio de 2011, Riordan revelou tanto a arte da capa e do primeiro capítulo de The Son of Neptune, confirmando que Percy teria uma participação.
Em 8 de agosto de 2011, Riordan divulgou um vídeo dando mais informações sobre o livro e seus personagens. O vídeo incluia imagens de um menino de cabelo preto com um arco e flecha nas mãos, que mais tarde foi revelado ser Frank Zhang, um menino de cabelos loiros segurando um ursinho de pelúcia, identificado como Octavian, uma menina com cabelo preto usando uma armadura de ouro e um manto púrpura, sentada em um trono ladeado por um cão de ouro e outro de prata, ambos com os olhos vermelhos, que foi revelado no blog do autor ser Reyna, e outra menina montada num cavalo chamada Hazel Levesque. Junto com isso, dois capítulos foram liberados antes do lançamento do livro: um foi colocado no site de Riordan e outro lido pelo mesmo, no aniversário de Percy, em 18 de agosto.

## Sinopse
The Son of Neptune começa com Percy Jackson sendo perseguido por duas Górgonas. Elas pretendem matar Percy para vingar o assassinato de sua irmã Medusa realizado por ele. Percy consegue escapar e se depara com Juno, que lhe dá duas opções: levá-la através do Túnel Caldecott e pelo Rio Pequeno Tibre (embora ele é avisado que, após atravessar o rio, perderia a maldição de Aquiles) ou a recuar para a segurança do mar e viver uma vida longa e feliz.

Sigam até o Alasca.
Encontrem Tânatos e o libertem.
Voltem até o pôr do sol do dia vinte e quatro de junho ou morram.

"Profecia" de Marte para Percy, Hazel e Frank.
Percy escolhe carrega-la, e quando chega ao Túnel Caldecott ele conhece dois outros semideuses: Hazel Levesque e Frank Zhang. Os três conseguem matar as Górgonas e Percy é levado para a chefe do acampamento, uma menina chamada Reyna. Ele é então integrado a quinta coorte, a mesma de Frank e Hazel, e prepara-se para os jogos de guerra da noite. Durante a atividade, Frank e seus amigos impressionam a todos com suas habilidades, e após terminarem, Marte aparece. Ele clama Frank como seu filho, e envia Percy, Hazel e Frank em uma missão para libertar Tânatos, o deus da morte, que está preso no Alasca.
Na busca, eles se chocam com um velho chamado Fineu, que é onisciente e tudo vê. Ele lhes diz que vai revelar a localização de Tânatos se os semideuses capturassem uma harpia chamada Ella e a trouxessem para ele. Antes de a capturarem, eles descobrem que a harpia pode memorizar qualquer coisa que lê, e então, os três decidem enganar Fineu. Este e Percy bebem um frasco com sangue de Górgona, um dos quais mata, enquanto o outro cura. Fineu acaba morrendo e o trio descobre a localização de Tânatos: a Geleira Hubbard.
No caminho para o Alasca, Hazel revela que ela, na verdade, deveria estar morta, mas foi resgatada do Campo de Asfódelos por Nico di Angelo, e que 70 anos antes ela originalmente começou acordar Alcioneu, mas o parou no dia que ele escaparia. Frank descobre que ele pode se transformar em qualquer animal e é descendente de Poseidon, bem como Marte. Nesse ponto, ele revela a Percy e Hazel que sua vida depende de um pedaço de lenha que ele sempre mantém. Quando se queimasse por completo, ele morreria.
Quando finalmente chegam à geleira, eles acham Tânatos preso com correntes, que não podem ser quebradas, a não ser derretidas pelo "fogo da vida", ou seja, a lenha de Frank. Enquanto o menino começou a derreter as correntes, Hazel e Percy atacaram Alcioneu e sua legião fantasma, respectivamente. O trio finalmente liberta o deus da morte e conseguem arrastar Alcioneu para a fronteira com o Canadá, onde Frank o mata.
O trio volta para o Acampamento Júpiter, onde, com a ajuda de Tyson, da Sra. O'Leary e a legião romana, afastam o exército do gigante Polibotes. Depois de ver o Estandarte da Águia, a legião recupera sua esperança e luta com energia renovada. Percy então desafia Polibotes (nascido para se opor a Poseidon) para um duelo, enquanto o resto do acampamento luta com os outros monstros. Percy pede a ajuda de Término (o deus das fronteiras) para ajudá-lo a derrotar o gigante, já que eles só podem ser derrotados por um deus e semideus em conjunto. Percy finalmente vence Polibotes usando a cabeça da estátua de Término como uma arma. Depois da batalha, a legião nomeia Percy como pretor, um dos dois líderes do acampamento romano. Chegando ao fim, o grupo de semideuses do acampamento grego informam a Percy de sua chegada através de um vídeo em um pergaminho.

## Personagens principais
- Percy Jackson: Filho semideus de Poseidon, que é o principal protagonista da série Percy Jackson & the Olympians. Ele e Jason Grace foram trocados, porque Hera (Juno na forma romana) apagou suas memórias a fim de unir os dois acampamentos de semideuses. Percy é enviado para o Acampamento Júpiter, do qual Jason vem. E Percy é do Acampamento Meio-Sangue.[11] Ele vai em uma busca com Frank Zhang, filho de Marte, e Hazel Levesque, filha de Plutão, para salvar Tânatos, o deus grego da morte.[12] Eles conseguem, e no final do livro, ele lidera o acampamento romano na batalha contra as forças de Gaia e é eleito pretor pelos campistas.[13] Suas memórias são restauradas na metade do livro, depois que Percy bebe o sangue de Górgona quando ele desafia Fineu.[14]

- Frank Zhang: Um semideus filho de Marte, ele também está relacionado com Poseidon através da família de sua mãe. Frank tem a capacidade de se metamorfosear como seu antepassado grego, o príncipe de Pilos, Poriclimeno, e é um excelente arqueiro.[15] Sua vida está ligada a um pedaço de madeira, e, como sua avó lhe diz, quando queimado, ele vai morrer.[16] Frank é escolhido para liderar a missão para libertar Tânatos.[12] Ele tem uma queda por Hazel.[15] Apesar de o pai de Frank escolhe-lho para liderar a missão, Percy faz a maioria de decisões da equipe. No final do livro, Frank decide esquecer de se preocupar quanto tempo ele vai viver e apenas fazer o seu dever como sua mãe faria – Marte diz que é isto para que Frank contribuirá para o cumprimento da Profecia dos Sete.[17] Frank é o único semideus conhecido com descendência grega (Poseidon) e romana (Marte) com habilidades diferentes de deuses diferentes.[18]

- Hazel Levesque: Filha semideusa de Plutão, ela nasceu em 1929 e viveu em Nova Orleans.[19] Sua mãe pedia pelas riquezas da terra, metais e pedras preciosas assim que subissem à superfície perto de Hazel, mas causava infelicidade em quem as mantivesse. Ela foi enganada a fim de trazer Alcioneu de volta no Alasca por Gaia e morreu em 1942.[20] Nico di Angelo a salvou do Campo de Asfódelos, dando-lhe uma segunda chance.[21] Ela é o terceiro membro do grupo que vai em busca de Tânatos.[12] Hazel tem sentimentos por Frank e eles se beijam perto do final do livro.[22] Ela doma Árion, um cavalo que as Amazonas guardavam para a sua maior guerreira.[23]

- Reyna: Uma semideusa filha de Belona, ela é a irmã de Hylla (rainha das Amazonas), que era uma das assistentes de Circe em The Sea of Monsters.[24] Ela é pretora da Décima Segunda Legião.[25]  Como todos os outros romanos, Reyna tem uma tatuagem em seu braço com as letras "SPQR" (Senatus Populusque Romanus), traduzido como "O Senado e o Povo de Roma". Ela tem cabelos escuros e veste um manto púrpura sobre sua armadura dourada. Antes de Jason desaparecer, ela sugere que tinha uma queda por ele.[26]

- Ella: É uma harpia, metade pássaro, metade mulher. Ela tem o cabelo e as penas vermelhas, olhos cinzentos e é muito magra.[27] Ella foi uma das harpias enviadas para torturar Fineu por roubar sua comida.[28] Ela memoriza livros e pode recita-los palavra por palavra.[27] Ela tem amplo conhecimento sobre os romanos e sua cultura. No final do livro, é revelado que Ella leu os livros Sibilinos (sobre profecias romanas), sendo escondida de Octavian.[29] Tyson parece gostar muito dela.[30]

## Lançamento

Capa do romance gráfico ilustrado por Antoine Dodé e Orpheus Collar

Para a primeira versão de The Son of Neptune, foram impressos três milhões de cópias, o maior volume inicial publicado pela Disney Hyperion até aquele momento. Após a liberação, o livro ficou em primeiro lugar na lista de best-sellers do The New York Times, USA Today e do The Wall Street Journal. Além disso, ele foi eleito o livro do mês pela Amazon em outubro de 2011. No Brasil, O Filho de Netuno também ocupou a posição de livro de ficção mais vendido no país segundo a revista Veja. Um romance gráfico intitulado The Son of Neptune: The Graphic Novel foi adaptado por Robert Venditti e ilustrado por Orpheus Collar e Antoine Dodé, sendo lançado nos Estados Unidos em 21 de fevereiro de 2017.

### Recepção crítica
O romance foi recebido com críticas em sua maioria positivas. Dana Henderson do Seattle Post-Intelligencer chamou a adição de novos personagens de "refrescante e cativante" e afirmou que isso iria "fazer o leitor querer continuar lendo". Escrevendo para o Deseret News, Kimberly Bennion o descreveu como uma "montanha russa emocional" e que possivelmente agradaria os novos e os antigos fãs. No entanto, ela disse que as personagens tinham falhas. Kay Johnson do Hutchinson Leaders escreveu que o enredo era confuso e a primeira parte não foi interessante, mas achou que deviam ser dados os devidos créditos a Riordan por introduzir a mitologia greco-romana para uma nova geração. A avaliação do Kirkus Reviews foi positiva sobre o livro, citando que Riordan tinha "recuperado a tração" depois "escorregar" em The Lost Hero.

## Sequência
Pouco após The Son of Neptune ser lançado, Rick Riordan anunciou o título do terceiro livro da série Os Heróis do Olimpo, intitulado de The Mark of Athena. Em 1 de junho de 2012, ele revelou a capa, que mostrava Jason e Percy prontos para se atacarem. Durante sua turnê para promover The Serpent's Shadow, o último livro da saga As Crônicas dos Kane, Riordan leu parte do primeiro capítulo da sequência. Em 27 de setembro de 2012, o autor confirmou que haveria uma primeira impressão nos Estados Unidos de 3,5 milhões de cópias. O livro foi lançado originalmente em 2 de outubro de 2012, em 26 de abril de 2013 no Brasil e no inicio de 2015 em Portugal.
Os dois livros finais de Os Heróis do Olimpo – The House of Hades e The Blood of Olympus – foram lançados em 8 de outubro de 2013 e em 7 de outubro de 2014, respectivamente. Além disso, um livro complementar chamado The Demigod Diaries foi publicado em 14 de agosto de 2012.